# All-Right All-Night (No Tears No Blood)
「All-Right All-Night (No Tears No Blood)」（オールライト・オールナイト (ノーティアーズ・ノーブラッド)）は、TM NETWORKの8枚目のシングル。1986年11月21日に発売された。

## 背景
アルバム『Self Control』の先行シングル。但しシングル・ヴァージョンとアルバム・ヴァージョンはアレンジが大幅に異なり、シングル・ヴァージョンではイントロがドラムサウンドから始まるのに対し、アルバム・ヴァージョンでは前曲「Self Control」のアウトロの末尾のノイズ音から繋がり前曲終わりの部分のノイズ音からスタートしている。

## 制作
シングルとしてリリースしたのは前作『GORILLA』で提示した『FANKS』をさらに推し進めるためであり、作風は1stアルバム『RAINBOW RAINBOW』の雰囲気の延長線上であることを意識し、「イパネマ'84」みたいに反戦歌をイメージして制作した。
1986年8月23日に、よみうりランド・EASTにて開催された野外ライブ「FANKS "FANTASY" DYNA-MIX」用に作られた曲。前作『GORILLA』の流れを汲むホーンセクション、カッティングギターを前面を押し出した曲で、シングル発売前にライブで初披露された。その時のものとリリースされたものでは歌詞・アレンジが大幅に異なる。またこの時の歌詞は、ライブ前日に完成したためにステージ中にカンニングペーパーが貼ってあった。後日スタジオでレコーディングする時には、歌詞は大幅な修正が施された。
シングルのカップリング曲がInstrumentalになったのは本作が初めて（「Your Song」のカップリング曲もInstrumentalだが、リミックス・エディットが加わっている）。こうした理由は「他にシングル候補曲が3曲あり、カップリング曲に廻すには勿体無かったから。洋楽ではシングルもInstrumentalが多いから」と小室がコメントしている。A面とB面では、1サビ目からの間奏が、B面は1フレーズ長い。
作詞は小室みつ子。本楽曲よりペンネームを西門加里から本名の小室みつ子に変更。音楽雑誌「ARENA 37℃」1987年1月号のインタビューにおいて、小室は「小室きょーだいと呼んでください。(笑)」と答えている。

## 音楽性
宇都宮隆は「こんな難しいメロディ・速さ・歌詞を歌いながら動かなければいけないから、きつかった。逆にこれまでの余計なクセが取れ、歌詞がちゃんと発音できて、ハッキリとノリがわかるようになり、楽しんでいる自分がいる」と評し、小室哲哉は「特にAメロでは無理な注文をしてしまった。だけどウツの新たな個性・特技・特徴が生まれた」と語っている。

## 録音
宇都宮によると「元々はアルバム・ヴァージョンでレコーディングをしたが、シングルはそれを短くして、後半で一部ミキシングを変えた」という。

## 収録曲
| 全作曲・編曲: 小室哲哉。 |                                             |            |            |      |
| #                        | タイトル                                    | 作詞       | 作曲・編曲 | 時間 |
| 1.                       | 「All-Right All-Night (No Tears No Blood)」 | 小室みつ子 | 小室哲哉   | 4:28 |
| 2.                       | 「All-Right All-Night (Instrumental Mix)」  |            | 小室哲哉   | 4:35 |
| 合計時間:                | 合計時間:                                   | 合計時間:  | 9:03       |      |

## 収録アルバム
- Self Control (アルバムバージョン)
- GROOVE GEAR 1984-1994 (ライブバージョン)
- TIME CAPSULE all the singles
- BEST TRACKS 〜A message to the next generation〜
- TM NETWORK THE SINGLES 1
- TM NETWORK SUPER BEST
- TM NETWORK ORIGINAL SINGLES 1984-1999
- TM NETWORK ORIGINAL SINGLE BACK TRACKS 1984-1999 (オリジナル・カラオケ)
- Gift from Fanks M